# Бушизъм
Бушизъм (на английски: Bushism), мн.ч. Бушизми, са изрази на Джордж Уокър Буш по време на управлението му като американски президент, придобили с течение на времето значението на крилати фрази поради незнанието му или неправилен изказ на американски английски език. На 29 март 2001 г. Джордж Буш заявява: 
| „ | Повечето от вас сигурно не знаят, че ми излезе нова книга. Някой събрал в една книга някои мои разсъждения, които се превърнали в мисли. Каквото и да са, горд съм, че думите ми са излезли в книга. | “ |

Бушизмите са забавни и комични слова, предимно от импровизирани речи държани от Джордж Буш по време на неговото президентстване.

## За Бушизмите
По повод на „мъдрите мисли“ на американския президент, които вземат да дотягат на обществото, Кърт Вонегът вкарва и един „антибушизъм“: 
| „ | Джордж Буш е такъв тъпанар, че навярно си мисли, че Питър Пан е умивалник в публичен дом. | “ |